# Joseph Wirth
Joseph Wirth (Freiburg im Breisgau, 6 de Setembro de 1879 — Freiburg im Breisgau, 3 de Janeiro de 1956) foi um político alemão.
Ocupou o cargo de Reichskanzler (Chanceler da República de Weimar), de 10 de Maio de 1921 a 14 de Novembro de 1922.
Está sepultado no Hauptfriedhof Freiburg im Breisgau.